# Ordine di Carlo III

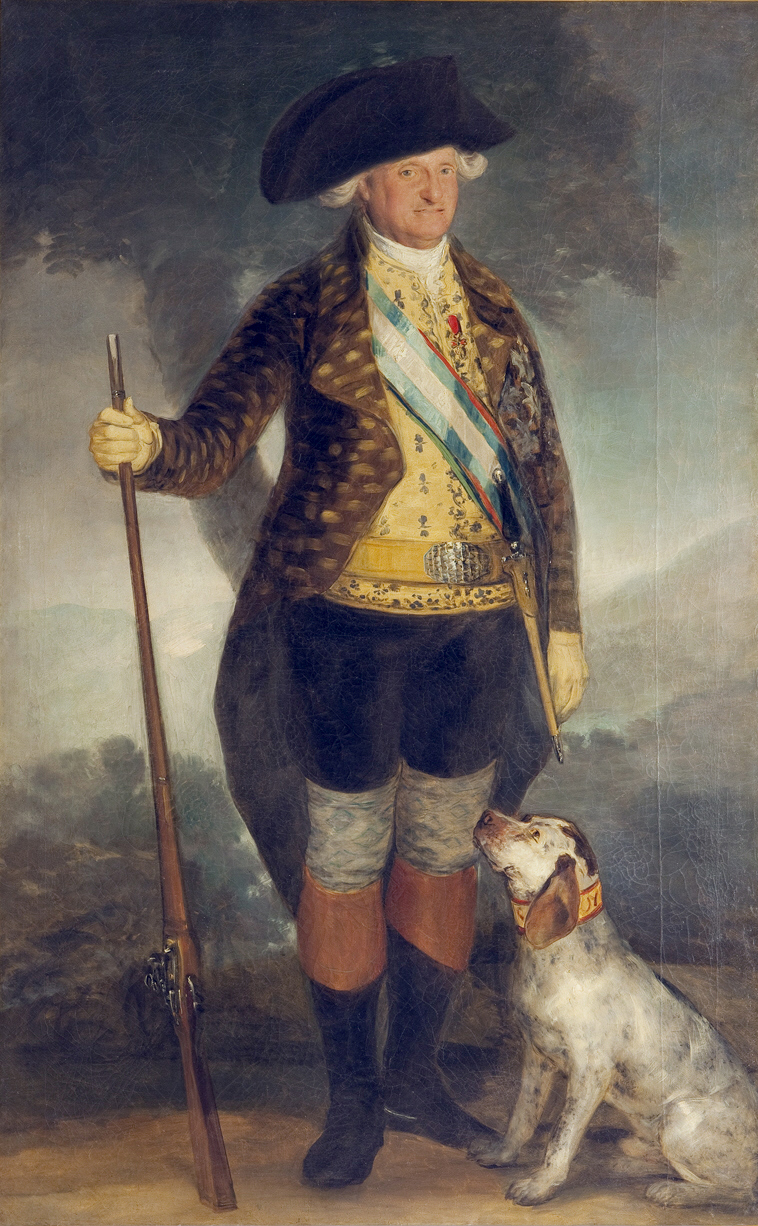
Re Carlo IV di Spagna in veste di cacciatore in un ritratto del Goya: si noti trasversalmente la fascia dell'Ordine di Carlo III

L'Ordine di Carlo III (Reale e Distinto Ordine Spagnolo di Carlo III) è un'onorificenza spagnola istituita dal re Carlo III di Spagna mediante il regio decreto del 19 settembre 1771 con il motto Virtuti et Merito.

## Storia
Dopo la sua istituzione per merito dei reali di Spagna, l'Ordine di Carlo III venne approvato dal papa Clemente XIV con bolla pontificia del 21 febbraio 1772 che gli concesse il beneficio dei privilegi di un ordine cavalleresco religioso, riconoscendo nel contempo al Gran Maestro la capacità di disquisire in materia religiosa su tutti i suoi membri, inclusa la facoltà di assolvere dai peccati e di conferire la benedizione apostolica, caso unico dovuto ai profondi legami sacrali che da secoli si erano instaurati fra Stato Pontificio e Regno di Spagna. Altre beneficenze provennero all'ordine sotto il pontificato di Pio VI.
Lo scopo dell'Ordine era ed è quello di premiare i cittadini benemeriti per i loro servigi resi allo Stato o alla Corona. Fin dalla sua creazione è stato il più importante ordine civile che potesse essere conferito in Spagna, nonostante fosse classificato ufficialmente come un ordine militare. L'Ordine di Carlo III è stato formalmente convertito ad ordine civile nel 1847.
L'Ordine è stato successivamente regolamentato con un regio decreto l'8 maggio 2000 e con uno nel 2002 (in cui è stato fissato l'obiettivo di "premiare i cittadini che, con il loro sforzo, l'iniziativa ed il lavoro, hanno portato un illustre e straordinario servizio alla nazione").
Attuale gran maestro dell'ordine è il re Filippo VI di Spagna.
Il Cancelliere è il Primo Ministro di Spagna.

## Composizione dell'Ordine
In quanto ordine di stato, l'Ordine di Carlo III aveva una precisa connotazione gerarchica:
- il Gran Maestro, titolo concesso al Re di Spagna nel nome del quale vengono concesse le nomine ed in nome del quale agiscono le altre cariche dell'ordine stesso.
- il Gran Cancelliere, titolo concesso al presidente del governo spagnolo.
- il Ministro Generale, titolo concesso al segretario generale della presidenza del governo che cura l'operato e le spese dell'Ordine.
- il Ministro maestro delle cerimonie - titolo concesso al direttore del dipartimento del protocollo della segreteria generale della presidenza del governo.

Gli organi di gestione pratica dell'ordine sono:
- il Gran Cancelliere come presidente del consiglio dei ministri che cura anche i rapporti diretti col governo.
- la Cancelleria dell'Ordine, integrata per il ministro generale ed il ministro delle cerimonie che cura l'amministrazione degli affari dell'ordine.
- il Consiglio dell'Ordine che riunisce tutti gli insigniti dell'onorificenza e che disquisisce sulle cause dell'ordine e sul suo operato.

## Classi
L'Ordine dispone dei seguenti gradi di benemerenza:
- Collare
- Gran Croce
- Commendatore di Numero
- Commendatore
- Cavaliere

| Nastri    |              |                        |            |         |
| Cavaliere | Commendatore | Commendatore di Numero | Gran Croce | Collare |

Fino al 2000 per le signore esistevano due classi distinte in seguito accorpate a quelle equivalenti per gli uomini:
- Fascia di Dama con Collare (accorpata a quella di Collare)
- Fascia di Dama (accorpata a quella di Gran Croce)

## Insegne

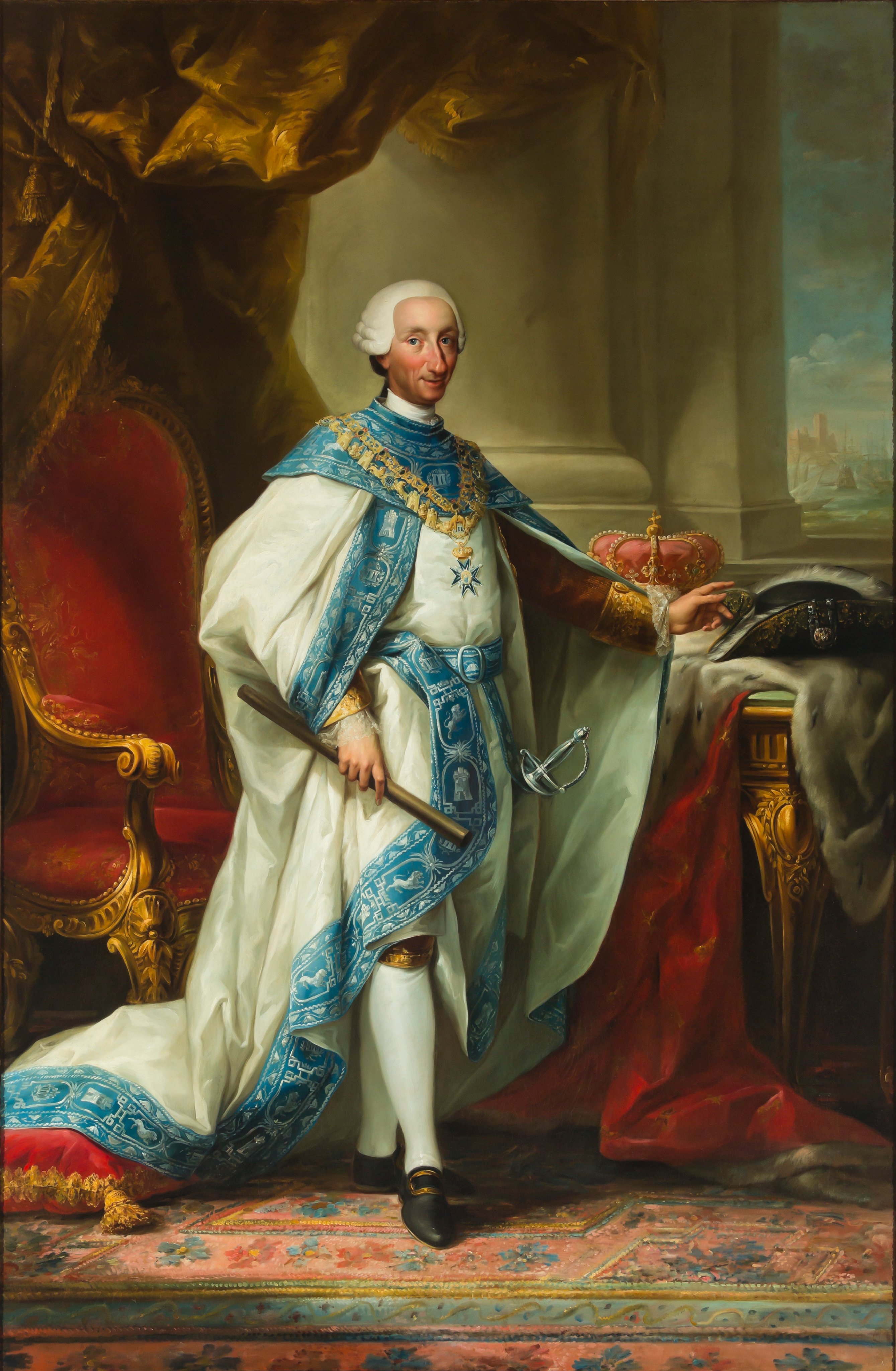
Dipinto di Re Carlo III di Spagna con le vesti dell'Ordine

- La medaglia dell'ordine è costituita da una croce di Malta, pomata d'argento, smaltata di blu e bordata di bianco, avente tra le braccia dei gigli (simbolo dei Borbone di Spagna) sempre in argento. Al centro della croce si trova un disco raffigurante la Madonna dell'Immacolata Concezione attorniata da un anello smaltato di blu e uno bianco riportante il motto dell'ordine, VIRTUTI ET MERITO, sotto il quale si trova un piccolo cartiglio con il monogramma del fondatore C III (Carlo III).
- La placca dell'ordine è costituita da un'insegna d'argento con le medesime insegne della medaglia, ma senza smalti sulla croce che è invece tutta in argento sbalzato e pralinato, con al centro un disco con l'immagine della Madonna dell'Immacolata Concezione attorniata da un anello smaltato di blu e uno bianco riportante il motto dell'ordine, VIRTUTI ET MERITO, sotto il quale si trova un piccolo cartiglio con il monogramma del fondatore C III (Carlo III).
- Il nastro è azzurro con al centro una striscia bianca per tutte le classi esclusa quella del Collare il cui nastro è azzurro con sottili fasce bianche ai lati. La scelta dell'abbinamento dei due colori è dovuto al fatto che essi sono i colori della Madonna dell'Immacolata Concezione che viene sovente raffigurata di bianco vestita, con un mantello azzurro sulle spalle.

Cavaliere
Commendatore
Commendatore (donna)
Commendatore di Numero
Gran Croce
Collare (Croce)
Collare

### Mantello dell'Ordine

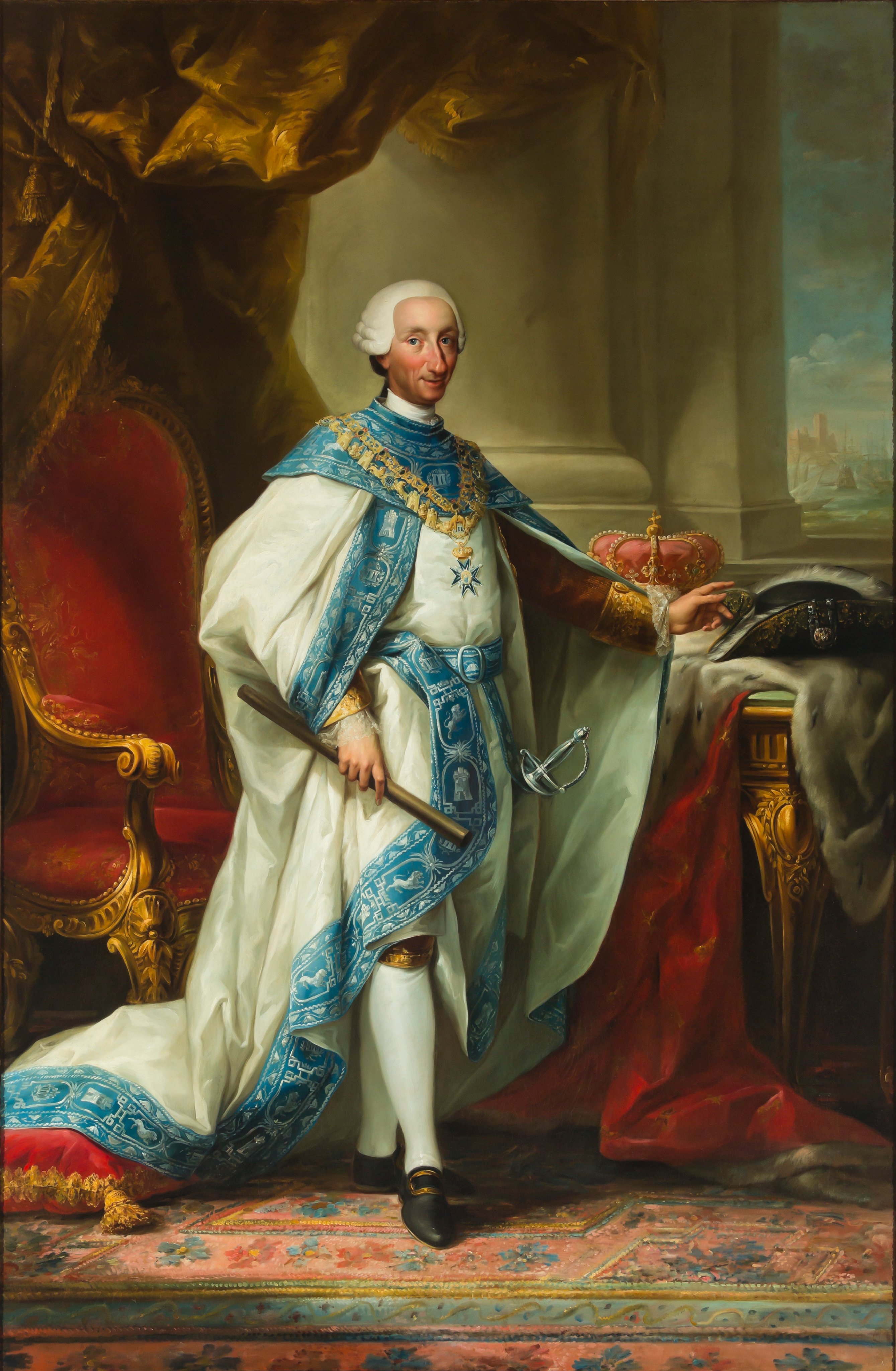
Carlo III di Spagna
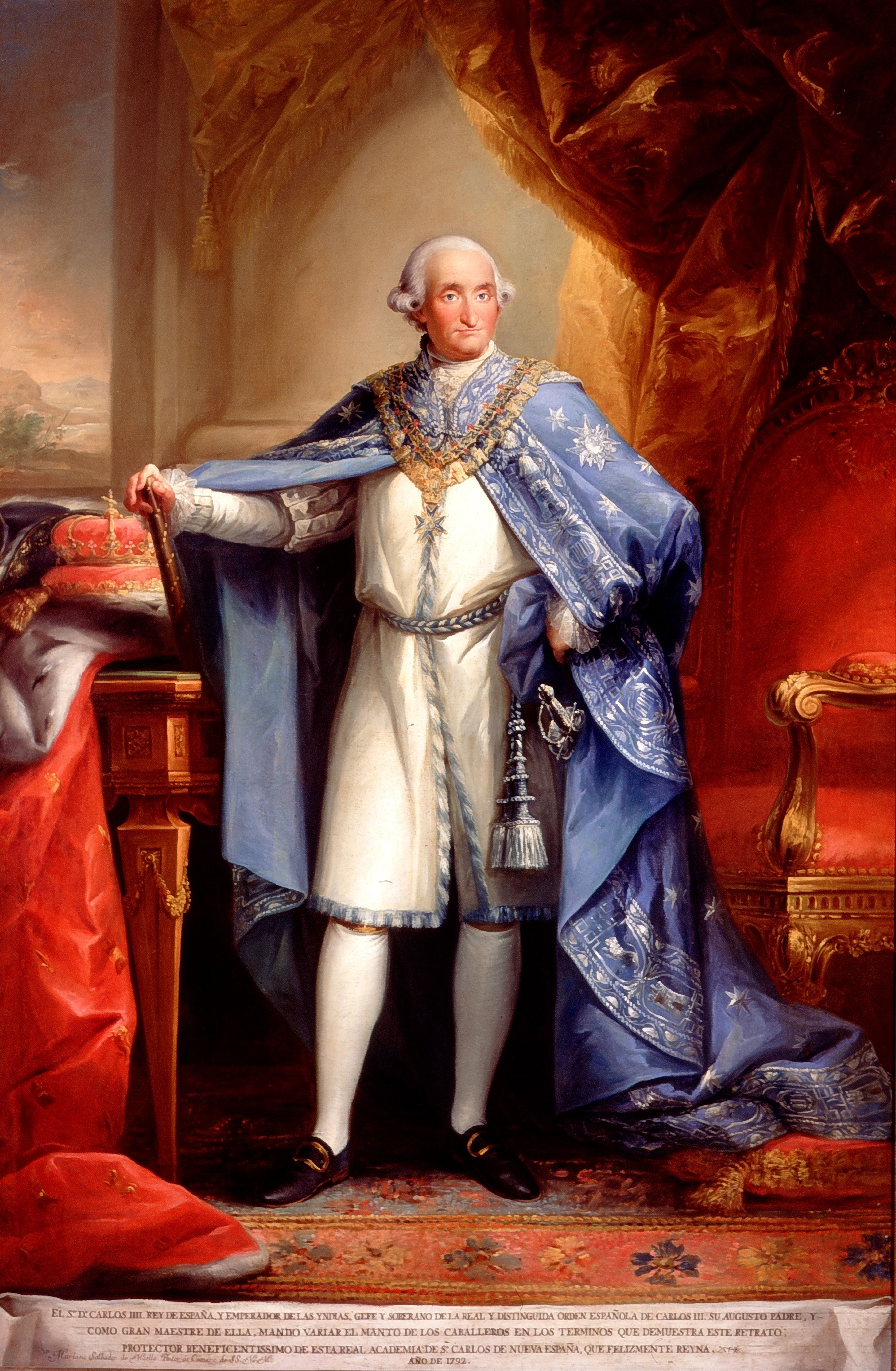
Carlo IV di Spagna
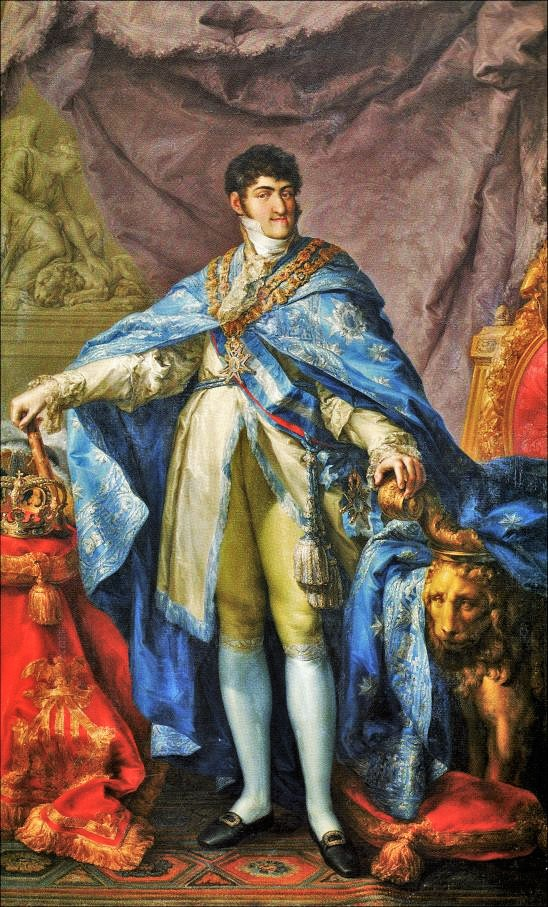
Ferdinando VII di Spagna
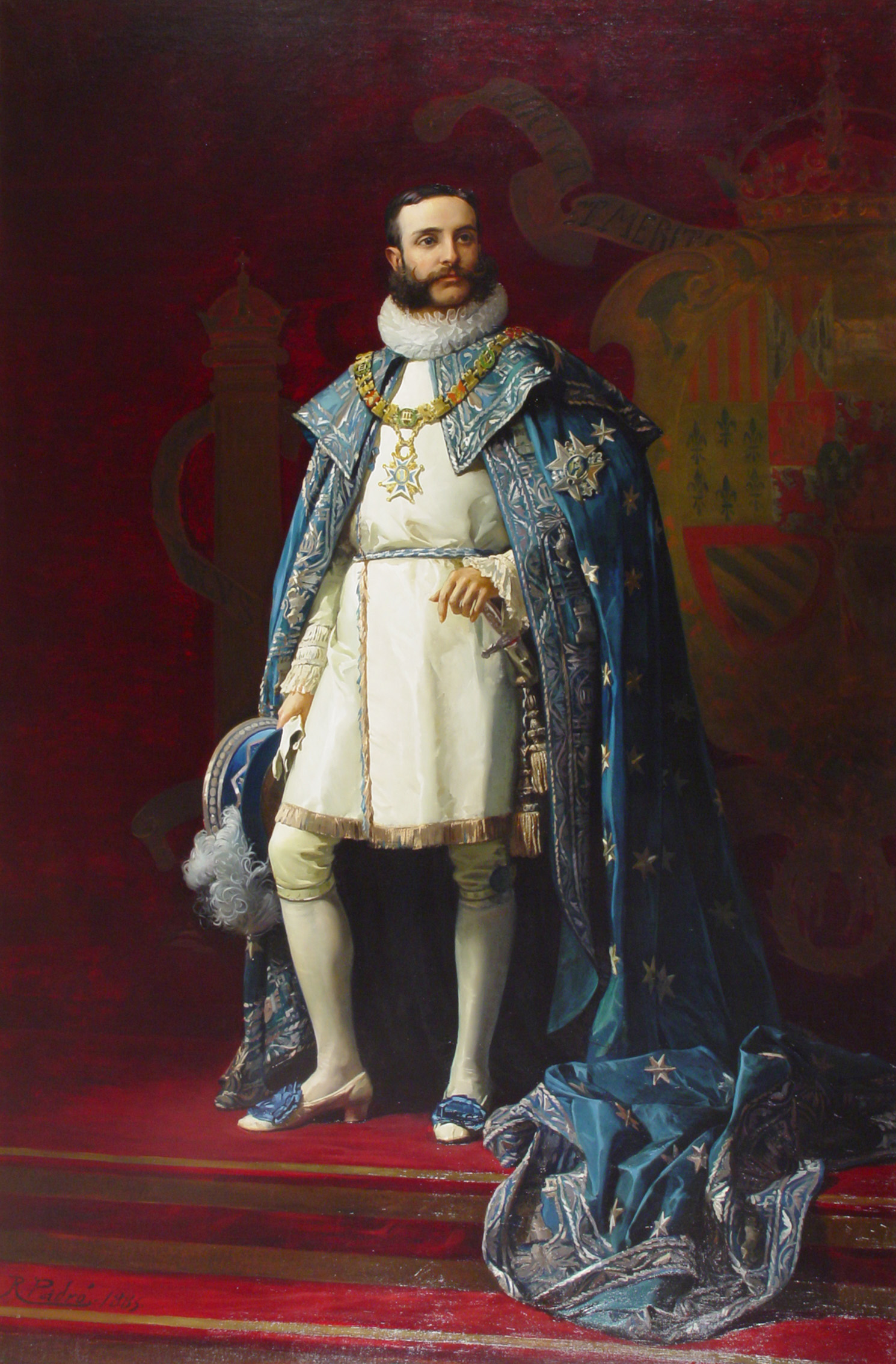
Alfonso XII di Spagna
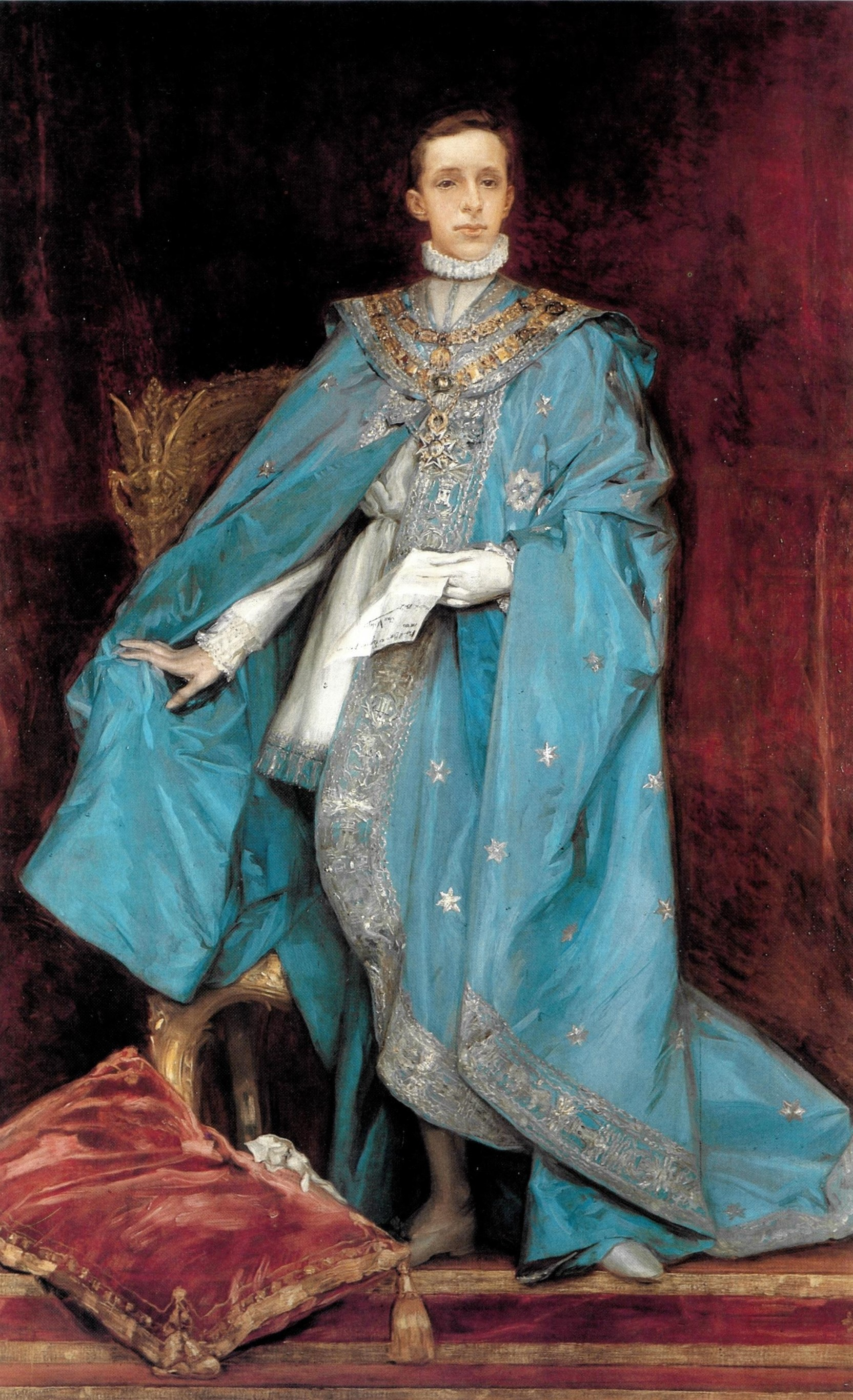
Alfonso XIII di Spagna